# Новоівановка (Новосибірська область)
Новоівановка (рос. Новоивановка) — присілок у Карасуцькому районі Новосибірської області Російської Федерації.
Входить до складу муніципального утворення Октябрська сільрада. Населення становить 259 осіб (2014).

## Історія
Згідно із законом від 2 червня 2004 року органом місцевого самоврядування є Октябрська сільрада.

## Населення
| 2002 | 2007 | 2010 | 2014 |
| ---- | ---- | ---- | ---- |
| 288  | ↘257 | ↗279 | ↘259 |